# Women's Auxiliary Australian Air Force

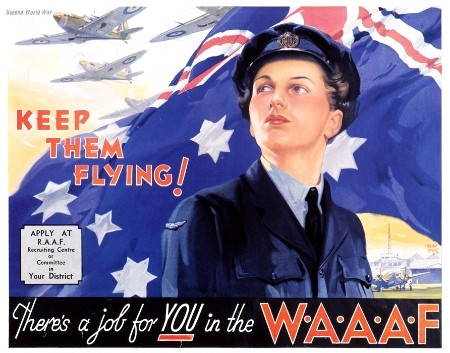
Cartaz publicitário da WAAAF

A Women's Auxiliary Australian Air Force (WAAAF) foi formada em Março de 1941, depois de uma luta por parte das mulheres australianas interessadas em servir o seu país pela Real Força Aérea Australiana (RAAF), e também pelo Chefe do Estado-maior da RAAF que queria libertar a força de trabalho masculina para servir na frente de guerra, libertando lugares de trabalho que as mulheres podiam ocupar e trabalhar pelos homens. A WAAAF foi o primeiro e o maior serviço de guerra feminino australiano do período da Segunda Guerra Mundial. Em Dezembro de 1947, a WAAAF foi dissolvida.